# 约翰·墨菲 (射击运动员)
约翰·墨菲（英語：John Murphy，1919年4月10日—1997年7月29日），澳大利亚男子射击运动员。他曾代表澳大利亚参加1966年大英帝国和英联邦运动会射击比赛，获得男子50米步枪卧射铜牌。